# Voelobject

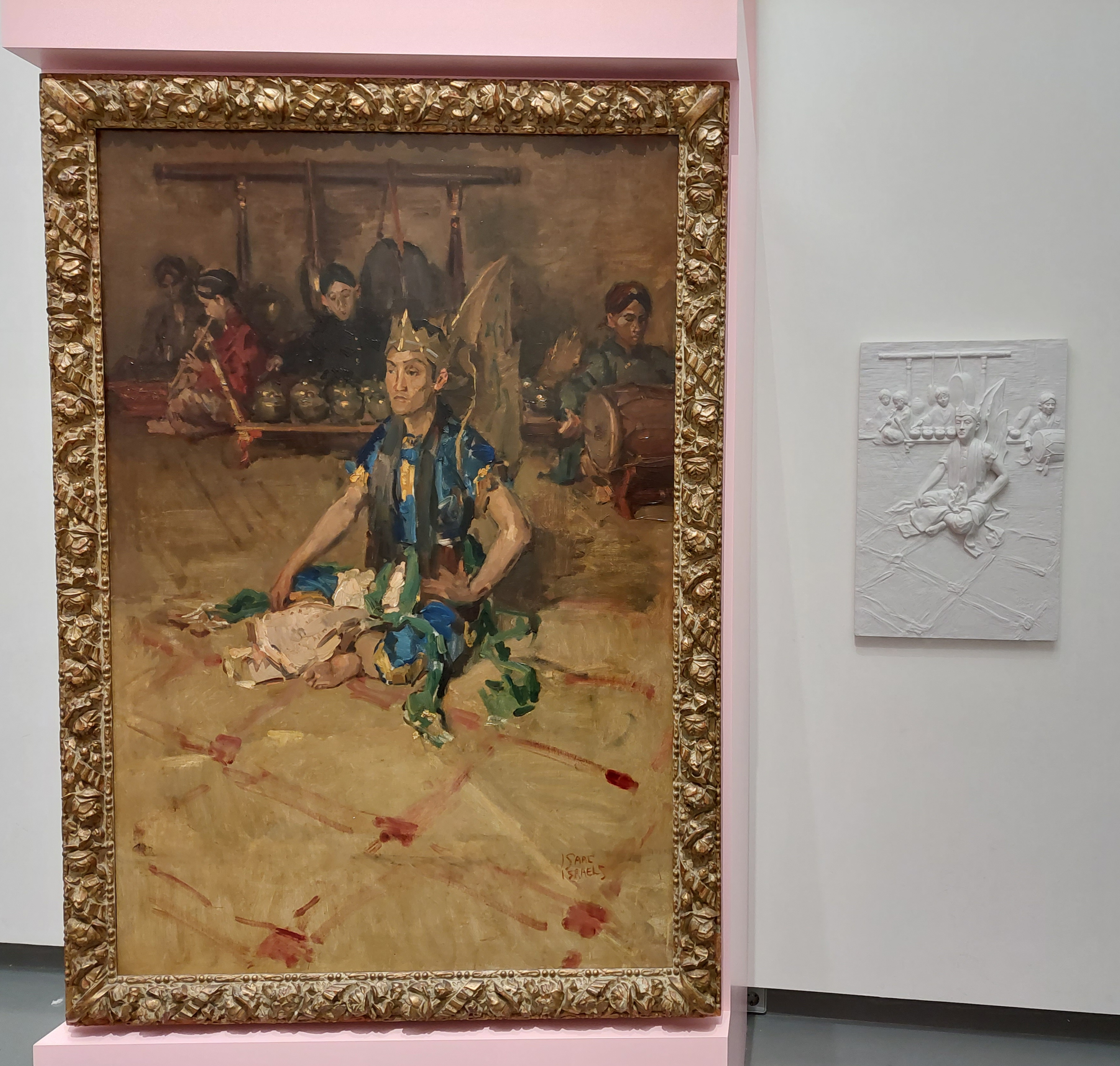
Voelobject naast schilderij van Isaac Israels in het Van Abbemuseum.

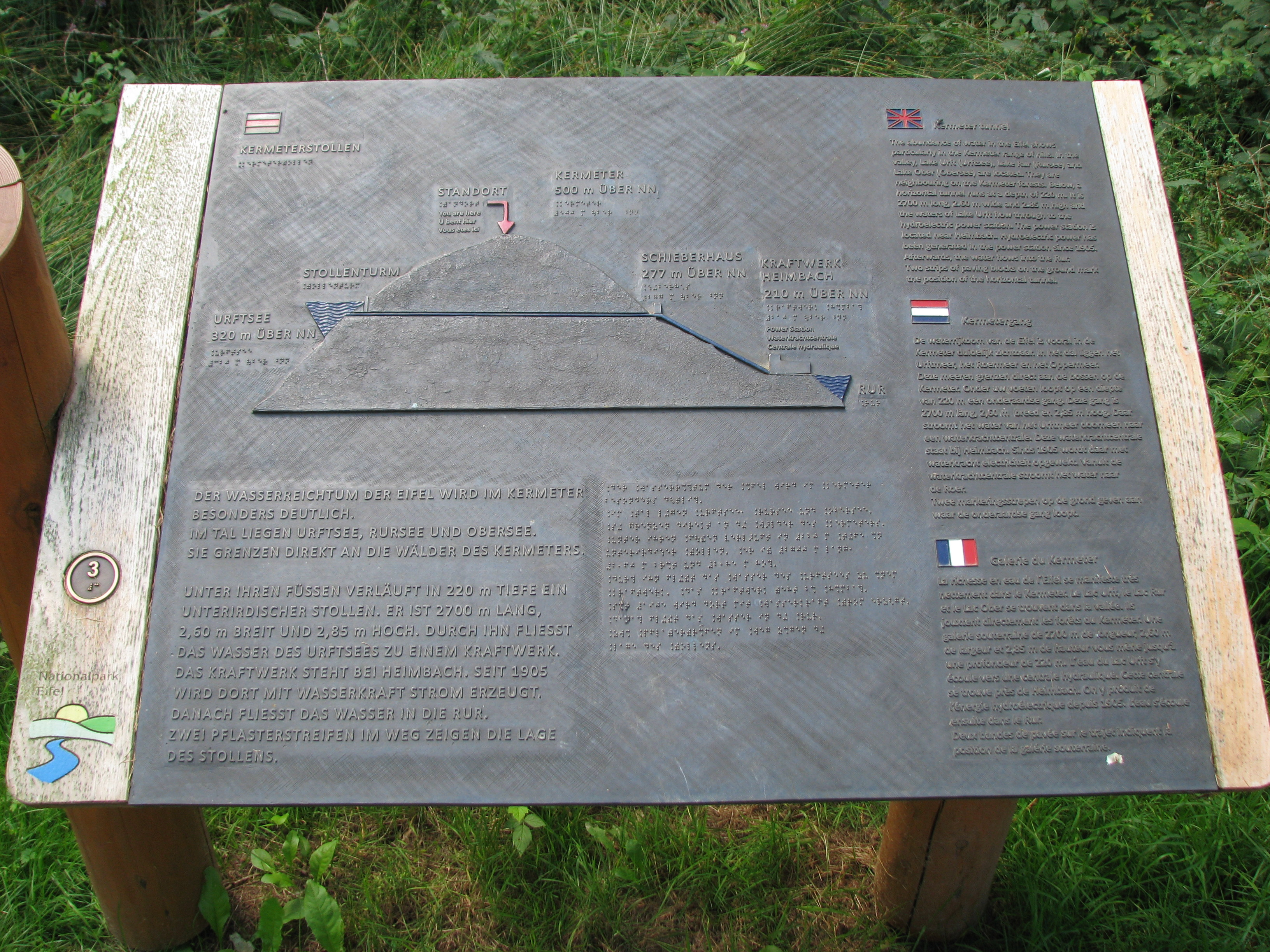
Een grafische weergave in reliëf met uitleg in braille, alsmede in verschillende talen, van het verloop van een ondergrondse watergang in de Eifel.

Een voelobject of voelplaat is een object dat gebruikmaakt van verhoogde en verdiepte oppervlakken zodat een slechtziende het afgebeelde kan voelen. Voelafbeeldingen worden gebruikt waar een tekstuele beschrijving in braille niet voldoende of eenvoudigweg niet mogelijk zou zijn. Voelobjecten worden dan ook gebruikt om niet-tekstuele informatie over te brengen. 
Voorbeelden van toepassingen zijn landkaarten, grafieken en diagrammen, maar ook wenskaarten. Ook dierentuinen gebruiken dit soort materiaal, om slechtzienden bijvoorbeeld de huid van een dier te laten voelen. 
Voelobjecten kunnen worden beschouwd als een subset van alle mogelijke vormen van voor slechtzienden toegankelijke afbeeldingen. Beelden kunnen op verschillende manieren toegankelijk worden gemaakt voor slechtzienden, bijvoorbeeld door een mondelinge beschrijving, door geluid of haptische feedback.
Voelobjecten worden ook toegepast voor andere doelgroepen, bijvoorbeeld voor mensen met de ziekte van Alzheimer.

## Kunst
Een voelobject maakt het slechtzienden ook mogelijk om kunstwerken die niet aangeraakt mogen worden in bijvoorbeeld een museum te ervaren. Het Van Abbemuseum maakte als een van de eerste musea in Nederland, sinds 2021 gebruik van voelobjecten, gemodelleerd naar de in het museum getoonde schilderijen. Het Rembrandthuis in Amsterdam maakte voelobjecten waaronder een voelbare dwarsdoorsnede van het gebouw. Andere Nederlandse en Belgische musea volgden deze voorbeelden.
Er zijn echter kunstenaars die voelobjecten als afzonderlijke kunstvorm zien. Zo maakte Woody van Amen tussen 1960 en 1980 een erotisch voelobject.

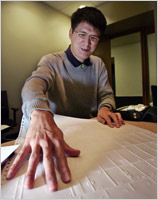
Een voelbare kaart van papier

## Productie
Voelbare afbeeldingen voor blinden in publicaties voor blinden kunnen worden geproduceerd met behulp van het embossing of met speciale voelbare inkt in inkjetprinters. In openbare ruimtes worden metalen panelen met een reliëf gebruikt. Voelafbeeldingen worden vaak gecombineerd met braille voor het weergeven van tekst.